# 弗兰克·卢卡斯 (俄克拉荷马州)
弗蘭克·盧卡斯（Frank Lucas；1960年1月6日—）是美國的一位政治人物。自2003年開始，他是奧克拉荷馬州第3選舉區選出的美國眾議院議員。他的黨籍是共和黨。在2011年至2015年，他曾經擔任美國眾議院農業委員會主席。